# Los inmigrantes
Los inmigrantes es una novela histórica del escritor estadounidense Howard Fast, publicada en 1977, año en que llegó al quinto puesto de los best-sellers del New York Times. Cuenta la historia de Dan Lavette desde la llegada de sus padres a los Estados Unidos, hasta su edad adulta. Sobreviviente del terremoto de 1906 en San Francisco, comienza a construir su camino a la cima hasta convertirse en uno de los magnates de la ciudad.

## Resumen
Daniel Lavette nace en el tren en que su madre italiana y su padre francés viajaban a la costa oeste de los Estados Unidos para trabajar en la construcción del ferrocarril. Su padre, pescador en su tierra natal, ahorra suficiente dinero para comprar una lancha a motor, pero muere trágicamente en el terremoto de 1906 junto a su esposa. Dan se salva porque se había levantado temprano para preparar el bote y salir a pescar. Tras tres días dramáticos transportando gente a Oakland, es cobijado por un amigo de su padre, Anthony Cassala -banquero de oficio-, a quien entrega sus ganancias y, así, logra fundar el Banco de Sonoma.
Lavette logra fundar una flota pesquera de relativo éxito, pero no desea ser un pescador por el resto de su vida y ambiciona comprar un carguero. En la búsqueda de financiamiento, conoce a Seldon -propietario de uno de los mayores bancos de San Francisco- y cuando lo invita a la casa, se enamora de su hija Jean, la joven más bella de la bahía. Pese a que el préstamo le es denegado, s obstina en casarse con la muchacha pese a la reticencia de sus padres (especialmente, de su madre segregacionista y preocupada por el linaje de su familia) y gracias a Cassala, se asocia con Mark Levy y fundan una compañía naviera. El sentido de la oportunidad de Daniel se prueba infalible, ya que su flota de cargueros se convierte en fundamental para el tráfico de mercancías y armamentos durante la Primera Guerra Mundial. Mientras tanto, su relación con Jean pierde el candor de sus primeros días y, tras el nacimiento de su segunda hija, se levanta un muro entre la pareja que jamás pudieron soslayar.
Daniel no sólo poseía ímpetu y arrojo en los negocios, sino que también carecía de prejuicios lo que en los primeros años de su flota pesquera lo llevó a contratar un contable chino, comunidad étnica que era relegada de ese tipo de trabajos, destinada a ejercer empleos del nivel más bajo. Feng Wo, agradecido por los tratos dispensados, sólo adquiere valor de invitar a Míster Lavette a su casa tras varios años de haber trabajado para él. Durante la cena, conoce a May Ling quien lo hace sentir relajado y feliz como nunca se sintió al lado de Jean. Tras visitarla varias veces en su trabajo de bibliotecaria, comienzan un romance del que pronto nace un hijo, Joseph. Si bien Dan está absolutamente enamorado de May Ling, no muestra intenciones de divorciarse de Jean con quien mantiene una separación de hecho civilizada. Incluso llega a ser más cercano con el pequeño Joseph que con sus hijos Thomas y Barbara, pero es probable -aunque no definido en la novela- que la ascendencia étnica de su amante represente un impedimento para acabar con su matrimonio, además de las relaciones comerciales que mantenía con su suegro, dueño de un banco. Tras algunos años, Dan propone el divorcio a Jean, pero ella lo rechaza (aún con conocimiento de su infidelidad) ya que no está bien visto que las personas de alta alcurnia se divorcien. Lo invita a seguir con sus actividades, pero con discreción para no humillarla.
Los negocios con su amigo Mark Levy continúan en franco crecimiento. A partir de su pequeña flota pesquera y la tienda de pertrechos de Levy, forman la Levy & Lavette que en poco tiempo pasará a comprender barcos cargueros, hasta que Dan siente que el fin de la Gran Guerra está próximo y decide vender su flota de cargueros para pasarse al negocio de los barcos de lujo de pasajeros, que se complementará con la construcción de un hotel en Waikiki Beach, Hawaii. Además, usan el beneficio de la liquidación de su flota para construir el mayor almacén de la Costa Oeste. Un tiempo después, aprovechando la bonanza económica de los años '20, se convierten en pioneros de la aviación comercial estableciendo un puente aéreo entre San Francisco y Los Ángeles. Debido a sus onerosos compromisos financieros, deciden entrar en la bolsa y aprovechar los altos márgenes de ganancias. Sin embargo, cuando explota la burbuja financiera en 1929 que da comienzo a la Gran Recesión, se ven obligados a entregar su imperio que les llevó veinte años construir al banco de la -ahora- exmujer de Dan, quien lo había heredado tras la muerte de su padre.
Alejado desde hacía tres años de quien fuera el amor de su vida, May Ling, y sin más dinero que 120 dólares en el bolsillo. Decide volver a sus orígenes y buscar trabajo como pescador en Los Ángeles, ciudad a la que se mudaron su examante y su hijo Joseph, con intenciones de volver a empezar, pero ya sin "jugar el juego" que había jugado las últimas dos décadas. Nunca le había interesado el dinero, sino llegar a la cima y, una vez ahí, no sabía qué estaba haciendo. En su ausencia, su amigo de toda la vida, Mark Levy, muere de un ataque al corazón, pero Danny no se entera porque estaba en la cárcel purgando 90 días por resistencia a la autoridad. Cuando sale de la cárcel, rápidamente se convierte en vagabundo ya que la recesión estaba instalada y el desempleo era extenso. En ese estado lo encuentra su antiguo capitán de flota pesquera, quien le ofrece trabajo y, ya recobrada la compostura, decide buscar a May Ling y, quince años después de iniciado su romance, casarse con ella. En el final de la historia, Barbara, la hija que tuvo con Jean, lo visita en Los Ángeles y recomienzan su relación afectuosa de padre e hija.

## Estilo
Howard Fast logra reconstruir exquisitamente el carácter y el pensamiento de los inmigrantes de principios de siglo en Estados Unidos. Su gran virtud es presentar el variado panorama de personajes, con sus características propias, sin contaminarlo del espíritu de época en el que la novela fue escrita. Todos los protagonistas son desarrollados en forma profunda. Italianos, judíos rusos, chinos y también las primeras generaciones de nacidos en Estados Unidos, los que tienen la difícil tarea de decidir cuál es su patria: la de sus padres o la tierra en que nacieron.
Los personajes secundarios luchan contra los deseos de sus padres sobre su futuro, intentan abrir su propio camino y es en esa descripción de los avatares de los más jóvenes que conocemos las dificultades y particulares luchas que la primera generación de inmigrantes tuvo que sortear para construirse a sí mismos y, en el camino, construir un país.
De manera lateral, Fast describe las divisiones que operaban en San Francisco entre las distintas nacionalidades y congregaciones religiosas (judíos, católicos, protestantes) y cómo afectaban la prosperidad y participación en los eventos comerciales y políticos del país.
El estilo del autor es concreto, descriptivo sin resultar extenso, resultando de ágil lectura y apasionante al punto que no se puede dejar el libro hasta no saber qué fue de las vidas de cada uno de los personajes que conforman el universo de "Los inmigrantes".